# Kvasetice (Květinov)
Kvasetice (německy Kwasetitz) jsou vesnice v okrese Havlíčkův Brod spadající pod obec Květinov.
Nachází se zde zchátralý objekt původního zámku, který je zčásti přestavěn na JZD. Spadá k němu ještě nedaleká kaple, která se nachází v lesíku na okraji vsi (připomínající z leteckého pohledu tvar srdce). Tato kaple, zasvěcená Svatému kříži, byla vystavěna jako rodinná hrobka majitelů zdejšího panství Schmidtů. Do hrobky byl mezi další členy rodiny uložen i JUDr. Zdeno Schmidt, zemský poslanec za kurii velkostatku a jeho manželka Marie (dcera majitele nedalekého panství Úsobí Eduarda Fučíkovského z Grünhofu a jeho manželky Aloisie, rodem svobodné paní Wenzel-Sternbachové. V majetku jejího rodu Wenzel-Sternbach zum Stock und Lüttach bylo mimo jiné i město Třešť). Dále je v této hrobce pochován bratr Zdena – Jaroslav Schmidt, manžel Berty, rozené Richlé, která byla dcerou Prokopa Richlého, pána na Mirošově, Květinově i Kvaseticích a děti Prokopa a Berty – význačný královéhradecký stavitel Ing. Robert Schmidt a jeho sestra malířka krajinářka Berta Schmidtová, provdaná za továrníka Vojtěcha Bártu z Františkodolu s ním pak měla syna Zdenka Hynka Bártu, který byl historicky prvním olympionikem narozeným na území dnešní Vysočiny.
| Rok            | 1869 | 1880 | 1890 | 1900 | 1910 | 1921 | 1930 | 1950 | 1961 | 1970 | 1980 | 1991 | 2001 |
| -------------- | ---- | ---- | ---- | ---- | ---- | ---- | ---- | ---- | ---- | ---- | ---- | ---- | ---- |
| Počet obyvatel | 118  | 112  | 106  | 111  | 73   | 110  | 72   | 71   | 61   | 49   | 30   | 15   | 8    |